# François Borde
Pour les articles homonymes, voir Borde.

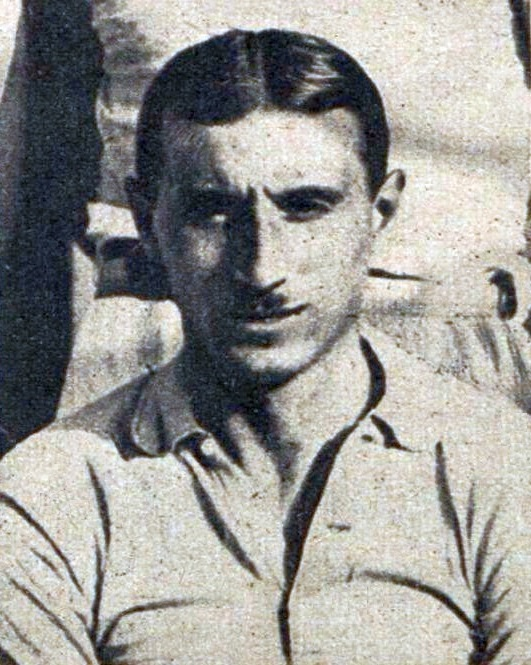
François Borde en 1920.

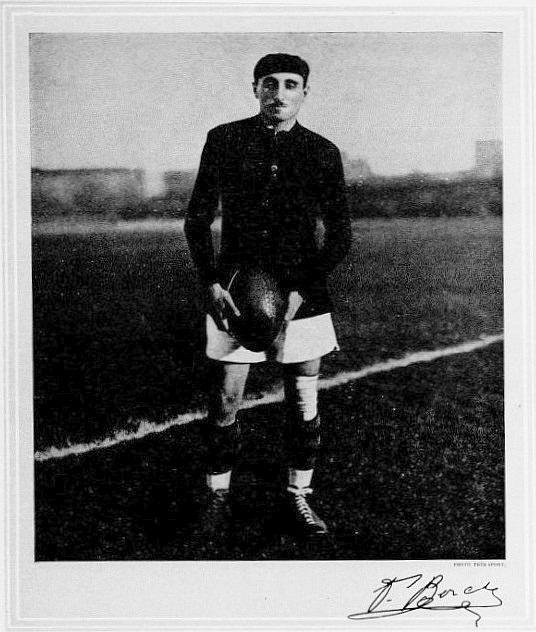
François Borde, capitaine de l'équipe de France de rugby en 1924.

François Borde (né le 8 décembre 1899 à Lourdes et mort le 15 décembre 1987 à Bayonne) est un ancien joueur et entraîneur français de rugby à XV, de 1,71 m, ayant occupé le poste de trois-quarts centre au Stade toulousain, reconnaissable par son béret et sa fine moustache.

## Biographie
D'un père médecin, il fit ses études au lycée La Pyrénéenne de Tarbes, puis au S.O. Lourdes, entre 1914 et 1916.
Avec Jauréguy et Jeangrand, il fut à l'époque à Tarbes déjà Champion de France Interscolaire, avec La Pyrénéenne.
Classe 1919, il fut affecté à un régiment de génie dans la région d'Angers, puis au camp retranché de Paris durant quelques mois. Il rejoignit ensuite l'école militaire de Joinville, avec de nombreux autres rugbymen de valeur de ce temps.
Après quatre saisons au Stadoceste tarbais puis une au Racing Club de France, il rejoint le Stade toulousain en 1921.
François Borde eut le plus beau palmarès français d'avant-guerre, notamment grâce au triplé réalisé avec la fameuse équipe des années 1920 du Stade toulousain, digne héritière de celle dite de la Vierge Rouge de 1912. 
Grand technicien, il fut le créateur du jeu dit en ligne, et grand adepte des attaques en profondeur. 
Avec Adolphe Jauréguy et René Crabos, il forma ainsi un trio redoutable, à Tarbes, en sélection nationale, et au Racing alors qu'il était encore avec eux militaire au bataillon de Joinville. 
Il devint le capitaine du Stade toulousain en 1923, succédant ainsi à Philippe Struxiano, double champion de France à 10 années d'écart.
Il fut l'entraîneur de Narbonne en début de saison 1928-29, puis du Stade toulousain de 1928 à 1930 (entraîneur / joueur sporadique), ainsi que de 1934 à 1938 (champion des Pyrénées 1937 et 1938, vice-champion des Pyrénées 1935).
Après avoir été l'économe de l'asile d'aliénés de Toulouse (l'Hôpital Gérard Marchant, alors appelé asile de Braqueville) durant sa carrière sportive jusqu'à la fin des années 1930, il travailla par la suite aux contributions indirectes, terminant ainsi une carrière professionnelle bayonnaise comme receveur-percepteur de cette municipalité.
Son frère cadet Jean Borde (né en 1903) fit également partie de l'équipe 1re toulousaine à partir de 1923, et devint champion de France en 1924, aussi comme trois-quarts (centre ou aile gauche).

## Carrière

### Clubs successifs (seniors)
- Tarbes (1916-1920)
- Racing club de France (1920-1921)
- Stade toulousain (1921-1928 et 1928-1930[1])

## Palmarès

### En clubs
- Capitaine du Stade toulousain de 1923 à 1930 (et capitaine au cours de 4 finales : 1923, 1924, 1926 et 1927)
- 5 fois  Champion de France avec Toulouse :1922, 1923, 1924, 1926 et 1927
- Participation au titre de Champion de France en 1920 avec Tarbes[2], sans jouer les phases finales pour cette équipe, car ayant rejoint le RCF durant les premiers mois de 1920
- Coupe de l'Espérance en 1919 avec Tarbes (équivalent du championnat, en raison de la guerre)
- Finaliste du Championnat de France en 1920 avec le Racing club de France (ainsi qu'Adolphe Bousquet, l'autre double participant olympique, tous deux ayant joué la demi-finale 1920 pour le RCF)
- Demi-finaliste du championnat de France en 1921 avec le Racing club de France[3]
- Demi-finaliste du championnat de France en 1925 et 1928 avec Toulouse (soit 9 demi-finales de championnat d'affilée)
- Champion des Pyrénées en 1921, 1922, 1923, 1924, 1925, 1926, 1928, 1929 et 1930
- Champion de Paris en 1920
- Finaliste du championnat des Pyrénées en 1927
- Victoire à Barcelone contre le champion d'Espagne et de Catalogne, le Club Barcelona, en 1926 (le 3 juin)[4]

### Sélections nationales
- Jeux interalliés de rugby en 1919 (au poste d'ouvreur)
- Double Vice-champion olympique :
  - 1920 (Anvers) (il joua également le match-revanche à Colombes face aux américains un mois plus tard, marquant un essai, la France battant les champions olympiques (14 - 5)),
  - 1924 (Paris) (sélectionné dans l'équipe olympique, mais ne joue pas les 2 matchs (contre la Roumanie, puis les États-Unis)) (au total, il fut le seul joueur -en tant que racingman puis stadiste- à être retenu lors de ces deux olympiades, avec le biterrois Adolphe Bousquet)
- International français no 132
- 12 sélections en équipe de France de 1920 à 1926 (2 fois capitaine entre 1924 et 1925 - 1 essai transformé), et 1 cape olympique
- Sélections par année : 1920 (2), 1921 (3), 1922 (2), 1923 (2), 1924 (1), 1925 (1), 1926 (1) (dont 7 tournois des cinq nations)
- 1er vainqueur d'un match international hors de France (et 1er vainqueur des Irlandais), en Irlande en 1920 (ainsi qu'en Écosse, en 1921, cf.)
- Membre de la 1re équipe française gagnant un match au Royaume-Uni (Écosse-France du 22 janvier 1921, à Inverleigh)
- Membre de la 1re équipe française finissant seconde d'un Tournoi des Cinq Nations, en 1921.

## Distinction

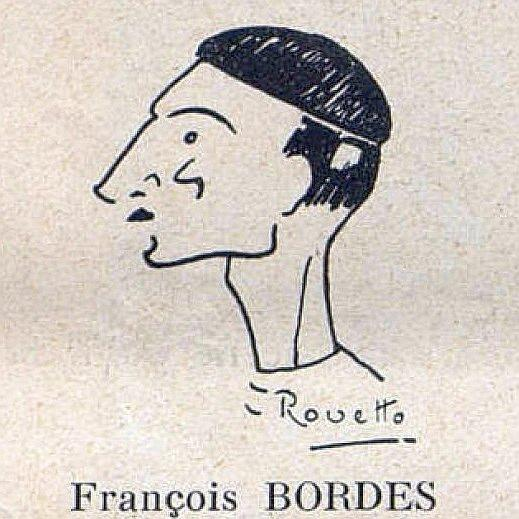
Caricature de François Borde en octobre 1928, par Ruetto.

- Médaille d'or de l'Éducation physique, conférée par Léo Lagrange en juin 1937[5].